# コミュニストはSEXがお上手?
『コミュニストはSEXがお上手？』（コミュニストはセックスがおじょうず、ドイツ語: Liebte der Osten anders? – Sex im geteilten Deutschland）は、2006年製作のドイツのドキュメンタリー映画である。

## 概要
鉄のカーテンがひかれ、東西に分裂したドイツの性意識などを当時のニュース映像やフィルム、映画など交えながら東西の若者のセックス観や性における意識の違いなどを浮き彫りにしていくドキュメンタリー。1960年代を代表する性科学映画の「女体の神秘」等当時の映画も映像に使われている。
2007年の山形国際ドキュメンタリー映画祭にも正式出品・上映された。

## スタッフ
- 監督・脚本：アンドレ・マイヤー
- 製作：ハイノ・デッカード
- 撮影：アンドレ・ビューム
- 編集：トマス・クラインウェシター